# Katedra św. Jana Chrzciciela w Firze
Katedra św. Jana Chrzciciela w Firze – rzymskokatolicka katedra diecezji santoryńskiej znajdująca się w Firze, na wyspie Santoryn w Grecji.
Katedra św. Jana Chrzciciela w Firze znajduje się w wielkim kontraście do wielu z jej bizantyjskich sąsiadów. Brzoskwiniowa fasada, sprawia, że stoi w oddaleniu, powodem tego jest jej wielkość. Posiada również niezwykle ozdobną wieżę zegarową wewnątrz której znajdują się również dzwony. Wnętrze jest udekorowane dużymi religijnymi portretami wiszącymi na filarach. Kopuła z wnętrzem jest liliowo niebieska a pozostałe części są pomalowane na pomarańczowo i kremowo. Uwagę zwraca konfesjonał przy drzwiach. Należy również powiedzieć, że katedra nie jest tak stara i faktycznie została odrestaurowana i otwarta w 1975 po zniszczeniach po trzęsieniu ziemi w 1956.